# تولبو
شهرستان تولبو (به زبان مغولی: Толбо сум، [Tolbo sum]؛ ᠲᠣᠯᠪᠤ ᠰᠤᠮᠤ، [tolbo sumu])(به زبان قزاقی: Толбо сұмыны، تولبو سۇمىنى‎) یک شهرستان (سُوم) در مغولستان است که در استان بایان-اولگی واقع شده‌است. تولبو ۲٬۹۷۴٫۶۹ کیلومتر مربع مساحت و ۴٬۴۵۰ نفر جمعیت دارد.

## تقسیمات اداری
شهرستان تولبو متشکل از ۶ قصبه (باغ) می‌باشد، شامل:
- بورات
  - (مغولی: Бураат баг، [Buraat bag]؛ ᠪᠤᠷᠠᠲᠤ ᠪᠠᠭ، [buratu baɣ])
  - (قزاقی: Бұрат бағы، بۇرات باعى‎)
- تولبو نور
  - (مغولی: Толбо нуур баг، [Tolbo nuur bag]؛ ᠲᠣᠯᠪᠤ ᠨᠠᠭᠤᠷ ᠪᠠᠭ، [tolbo naɣur baɣ])
  - (قزاقی: Толбо нұр бағы، تولبو نۇر باعى‎)
- خوخ‌تولغوی (کوک‌تولاغای)
  - (مغولی: Хөх толгой баг، [Xöx tolgoj bag]؛ ᠬᠥᠬᠡ ᠲᠣᠯᠤᠭᠠᠢ ᠪᠠᠭ، [köke toluɣai baɣ])
  - (قزاقی: Көк толағай бағы، كوك تولاعاي باعى‎)
- خوش (قوس)
  - (مغولی: Хош баг، [Xoš bag]؛ ᠬᠣᠰᠢ ᠪᠠᠭ، [qoši baɣ])
  - (قزاقی: Қос бағы، قوس باعى‎)
- خونغور اولون (قونغر اولن)
  - (مغولی: Хонгор өлөн баг، [Xongor ölön bag]؛ ᠬᠣᠩᠭᠣᠷ ᠥᠯᠦᠨ ᠪᠠᠭ، [qoŋɣor ölün baɣ])
  - (قزاقی: Қоңғыр өлін бағы، قوڭعىر ٴولىن باعى‎)
- دورو نور
  - (مغولی: Дөрөө нуур баг، [Döröö nuur bag]؛ ᠳᠥᠷᠦᠭᠡ ᠨᠠᠭᠤᠷ ᠪᠠᠭ، [dörüge naɣur baɣ])
  - (قزاقی: Дөрү нұр бағы، ٴدورۇ نۇر باعى‎)